# ワーウィック (楽器メーカー)
ワーウィック (Warwick) は、ドイツの楽器メーカー。主にエレクトリックベースを製造している。

## 概要
ワーウィック社は、1982年にハンス・ペーター・ヴィルファー (Hans Peter Wilfer) によって設立される。ヴィルファーの父は、1950年代に全盛を極めた大手楽器メーカーのひとつフラマス (Framus) の創業者であった。彼は幼少のころから父の楽器工場で遊んでいたため、楽器に関するあらゆることをそこで学んでいたという。
1982年9月、ヴィルファーが最初に製作したベースは、当時流行っていたヘッドレス・ベースだった。それは、スタインバーガーや、そのコピーモデルのワッシュバーン"Bantam"モデルに酷似しており、公式サイトでもそれらに影響を受けたことが記されている。当初、ネックを安定させるための木材選びに難航し、その結果採用されたのが、現在同社でよく使われている木材のひとつウェンジだった。また、ネックに仕込むトラスロッドを順反りと逆反りの両方向に調整できる2Way方式にしたのもこの時から始まっている。このモデルは、元々のアイデアを提供してくれたセールスマンの名にちなんでノビー・メーデル (Nobby Meidel) と命名された。
1983年にストリーマー・ステージI (Streamer Stage-I) を発表。立体的に削り込まれたボディの形状やピックアップの配置などはスペクター・ベースに似ているものの、同社オリジナルのナット、ブリッジ、ピックアップなどに新しいアイデアを導入していた。

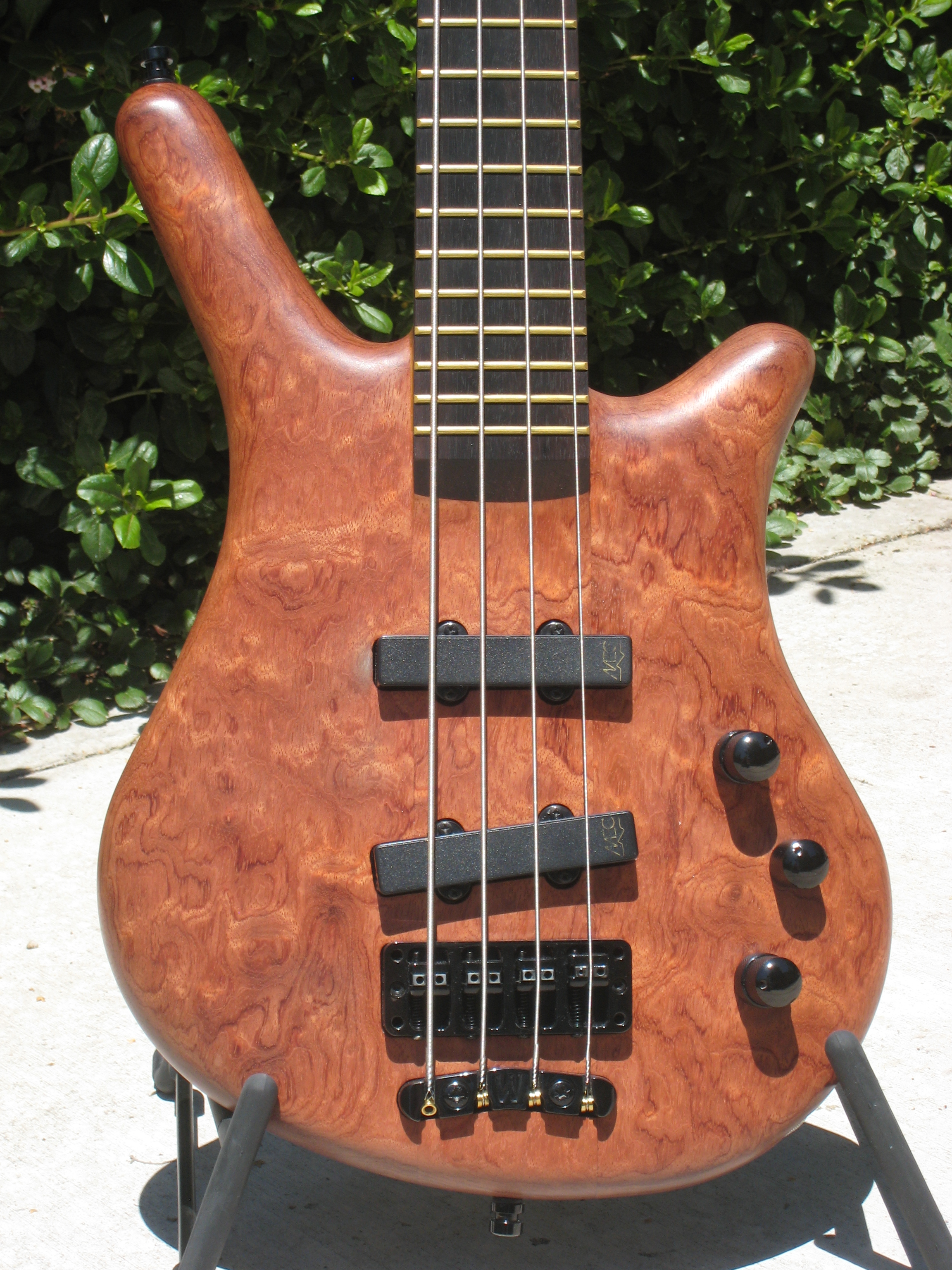
サム・ベース

1984年、サム・ベース (Thumb bass) を発表。斬新なデザインのコンパクトボディ、そして、他メーカーではあまり使われることの無い木材ブビンガ、オバンコール、ウェンジなども話題となり、ワーウィックの名が一躍世界に知られることになる。そして、このサムベースは同社の代表モデルと言える存在になっていった。
それ以降、ストリーマー・ステージII (1986年) 、ドルフィン・プロ、ハザード・ベース (1987年) 、コルベット・プロライン (1994年) など、人気モデルを次々と発表。幅広い音楽スタイルの多くのミュージシャンたちに愛用されている。
2002年には、新ブランド"ロックベース" (RockBass) にて、入門者向け廉価版モデルも発売した。
ワーウィック社は、ベースの他に自社ブランドのアンプも製造し、また、ドイツおよびオーストリアでの、ENGLアンプ、ロトサウンド弦、リッケンバッカー、セイモア・ダンカン、ヘリテイジギターの販売代理業も行っている。
なお、ハンスの父アルフレート・アンドレアス・ヴィルファーが運営していた楽器メーカー・フラマス (Framus)は、1975年に倒産したものの、1995年にワーウィックのブランドとして復活をしている。
ワーウィックのベースはトラスロッドカバーの名前が入っている部分に爪などで引っ掛けて取れるカバーがあり、いちいちネジを取らなくてもトラスロッドを調整できるようになっている。また、ベース本体裏のサーキットパネルは通常、ネジで止めてあるが、ワーウィックのベースはスナップオンになっていて工具なしで取り外しができるため、メンテナンスやピックアップの電池交換が容易に出来るようになっている。
2020年よりサドウスキー社のベースモデルのライセンス生産を開始した。

## 各モデル発表年
- 1982年 ノビー・メーデル
- 1983年 ストリーマー・ステージ I
- 1984年 サムベース
- 1986年 ストリーマー・ステージ II
- 1987年 ドルフィン・プロ I、バザード
- 1990年 ドルフィン・プロ II
- 1993年 ストリーマー LX
- 1994年 コルベット・プロライン

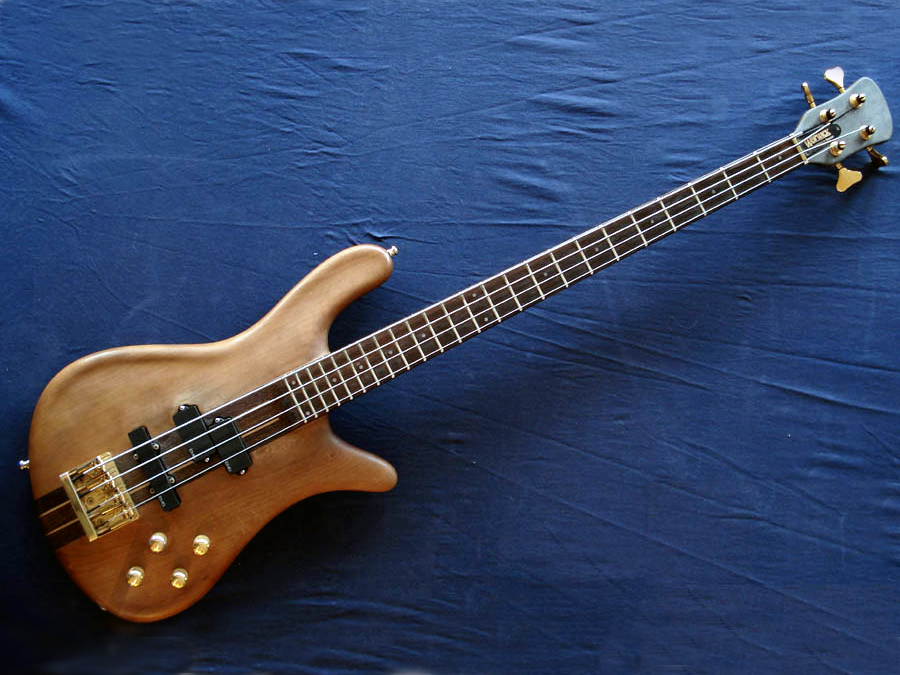
1983年製ストリーマー

- 1995年 コルベット・スタンダード、インフィニティ
- 1999年 ストリーマー・ジャズマン
- 2003年 バンパイア
- 2004年 カタナ
- 2005年 ストライカー

## 使用ミュージシャン
- TOKIE
- Ryota (ONE OK ROCK)
- 信人 (UVERworld)
- GOT'S (FLOW)
- tetsuya（L'Arc〜en〜Ciel）
- 中村正人 (ドリームズ・カム・トゥルー)
- YOH (オレンジレンジ)
- 恩田快人 (ex:JUDY AND MARY)
- 川添智久 (ex:リンドバーグ)
- 櫻井哲夫 (ex:カシオペア)
- 村田隆行 (THE CHOPPERS REVOLUTION)
- 遠藤一馬 (ex:SIAM SHADE)
- アダム・クレイトン (U2)
- スチュアート・ゼンダー (ex:ジャミロクワイ)
- ジャック・ブルース (クリーム)
- ジョン・エントウィッスル (ザ・フー)
- ロバート・トゥルージロ (メタリカ)
- TMスティーヴンス
- ポール・グレイ (スリップノット)
- シェーン・エンバリー (ナパーム・デス)
- サム・リヴァース (リンプ・ビズキット)
- ジョン・ノーウッド・フィッシャー (フィッシュボーン)
- マイク・アイネズ (アリス・イン・チェインズ)
- プリンス
- ジミー・ジェイ (H.E.A.T)
- P-Nut (311)
- ヘヴィー (ララクライ)
- ライアン・マルティニー (マッドヴェイン)
- マルコ・ヒエタラ（ナイトウィッシュ）
- ヨルン・パウル・テセリン（オブスキュラ、ペスティレンス、サラザール・トリオ）